# Truncala sulcata
Truncala sulcata är en insektsart som beskrevs av Woodward 1953. Truncala sulcata ingår i släktet Truncala och familjen Rhyparochromidae. Inga underarter finns listade i Catalogue of Life.